# 三洞四輔
三洞四輔（さんどうしほ）は道教経典の分類規定。『道蔵』内の七分類のこと。
- 三洞 - 洞真部、洞玄部、洞神部
- 四輔 - 太玄部、太平部、太清部、正一部

三洞は天上の三清に対応するものとされている。

## 歴史
南北朝時代、南朝宋の陸修静は明帝から尊ばれ、帝は首都建康の北に崇虚館を建てて陸修静を住ませた。そこで陸修静はさまざまな経典を収集した。さらに仏教徒による経録の作成に影響されて、道教経典の目録である『三洞経書目録』（現存せず）を作り、帝に献上した。これが現在知られる最初の三洞による分類である。
三洞のうち洞神部は『三皇文』（天皇・地皇・人皇の三皇から伝授されたといい、これらの神格を呼び出すものという。現存せず）を中心とする鬼神を呼び出す経典である。
洞玄部は『霊宝経』（古い方術の文献をもとに、東晋末の葛巣甫によって大量に偽造された経典群。大乗仏教の思想を取り入れる）を中心とする。
洞真部は『上清経』（東晋の許謐（きょひつ）・許翽（きょかい）親子が茅山で霊媒の楊羲を媒介として収集した神仙の言葉を集めた経典群が原形となる）を中心とする。
その後、南朝宋の末ごろには三洞に加えて四輔が設けられた。四輔は分類としては三洞に遅れるが、経典そのものの成立時期は三洞より古い。うち、太玄部は老子関係、太平部は『太平経』（太平道の系統とされるが、どの程度当初の内容を伝えているかは不明）、太清部は金丹術関係、正一部は天師道関係の経典を含む。